# Bodotria lata
Bodotria lata är en kräftdjursart som beskrevs av Jones 1956. Bodotria lata ingår i släktet Bodotria och familjen Bodotriidae. Inga underarter finns listade i Catalogue of Life.